# ПБ (пистолет)
Пистолет бесшумный ПБ (индекс ГРАУ 6П9) был создан для вооружения армейских разведывательных групп, а также персонала КГБ СССР, принят на вооружение в 1967 году. Существует устойчивое мнение о том, что ПБ был сделан на базе пистолета Макарова, однако это не так, хотя при его создании действительно было приказано использовать ударно-спусковой механизм и магазин от ПМ.

## Конструкция
ПБ (индекс 6П9), оснащенный интегрированным и съемным глушителем, был создан А. А. Дерягиным в ЦНИИ Точмаш. ПБ является самостоятельной системой вследствие многочисленных изменений и переработок механизмов оружия по сравнению с ПМ. Так как затвор-кожух сильно укорочен, возвратная пружина размещена вертикально в рукоятке, взаимодействуя через качающийся двухплечный рычаг с затвором-кожухом.
В отличие от большинства аналогичных систем, глушитель звука выстрела сделан разборным из двух частей. Это решение позволяет носить и хранить пистолет со снятой передней частью глушителя (насадка), а перед применением быстро устанавливать насадку на оружие. При этом пистолет сохраняет возможность безопасного для стрелка ведения огня при снятой насадке, что немаловажно в критических ситуациях. Естественно, что при снятой насадке звук выстрела близок по громкости к звуку выстрела обычного пистолета ПМ. Но даже с установленной насадкой пистолет не становится полностью бесшумным, так как стрелка выдает лязг затвора. Начальная скорость пули составляет 290 м/с, то есть ниже скорости звука, в результате чего пуля не создает ударной волны. Звук выстрела слышен примерно в радиусе 50 м, что соответствует дальности эффективного его применения. Снятая насадка переносится в специальном отделении кобуры, разработанной для пистолета ПБ.
Автоматика работает по схеме использования отдачи при свободном затворе. Ударно-спусковой механизм куркового типа, двойного действия с автоматической постановкой курка на предохранительный взвод. На левой стороне затвора-кожуха расположен рычаг флажкового предохранителя при включении безопасно спускающего курок с боевого взвода. В силу того, что передняя часть ствола закрыта глушителем, затвор имеет небольшую длину, не позволяющую разместить внутри него возвратную пружину. Поэтому возвратная пружина размещена в рукоятке, под её правой щечкой, и воздействует на затвор через длинный качающийся рычаг. На нижней поверхности рукоятки размещена защелка магазина.
Позади основания спусковой скобы, с левой стороны рамы, находится фиксатор щечек рукоятки. Это весьма нестандартное решение, особенно учитывая то, что на месте данной кнопки в основном размещают защелку магазина. Прицельные приспособления фиксированные, нерегулируемые. Пистолет использует штатные магазины от ПМ на 8 патронов.

## Использование
Несмотря на габаритный глушитель, ПБ обладает хорошим балансом. Пистолет отличается большой служебной прочностью и долговечностью. Известны экземпляры с настрелом, в несколько раз превышающим гарантийный, и при этом не имеющие серьезных дефектов.
Поскольку бесшумный пистолет ПБ был частично унифицирован с пистолетом Макарова, производство модели было организовано на Ижевском механическом заводе, где он выпускался сравнительно большими сериями вплоть до 1989 года, когда на смену ему пришел новый пистолет ПСС «Вул». Тем не менее, из-за нехватки новых пистолетов, в особенности специальных боеприпасов к ним, в специальных подразделениях возник дефицит бесшумного оружия, поэтому уже в 2003 году производство пистолета ПБ в Ижевске было возобновлено и продолжается до сих пор.
В настоящее время ПБ продолжает находиться на вооружении спецподразделений ФСБ и внутренних войск МВД РФ, но постепенно заменяется пистолетом ПСС. Однако с 2017 года пистолет ПБ снова стал оружием всех офицеров разведывательных подразделений и подразделений специального назначения (СпН).
По словам Олега Алкаева, бывшего начальника СИЗО №1 г. Минска, в период его службы именно этот пистолет использовался для приведения в исполнение приговоров суда к смертной казни путём расстрела. Бывший боец белорусского спецназа Юрий Гаравский утверждает, что из пистолета ПБ с глушителем в 1999 году были убиты политик Виктор Гончар и бизнесмен Анатолий Красовский.

## Фотографии

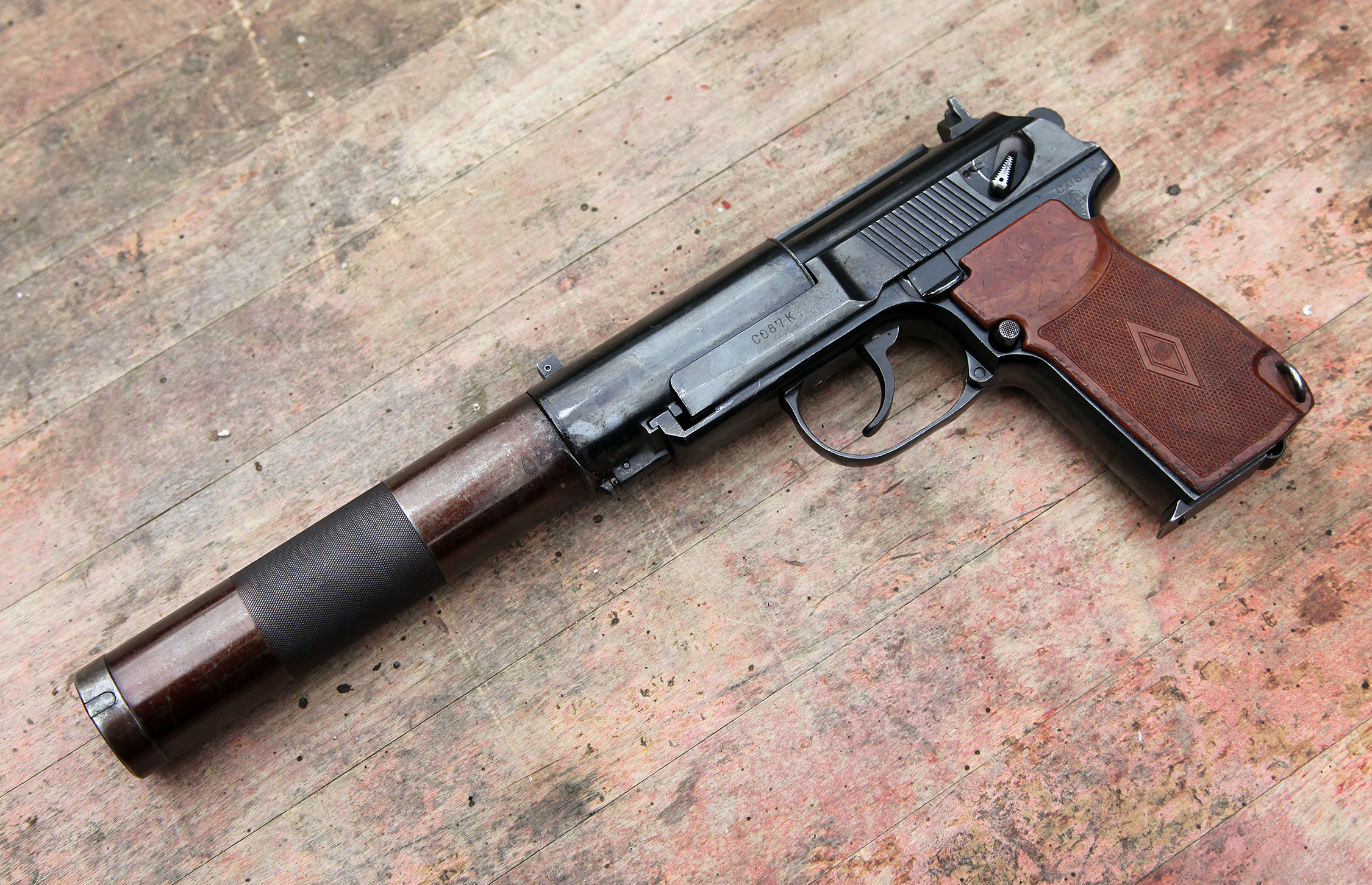
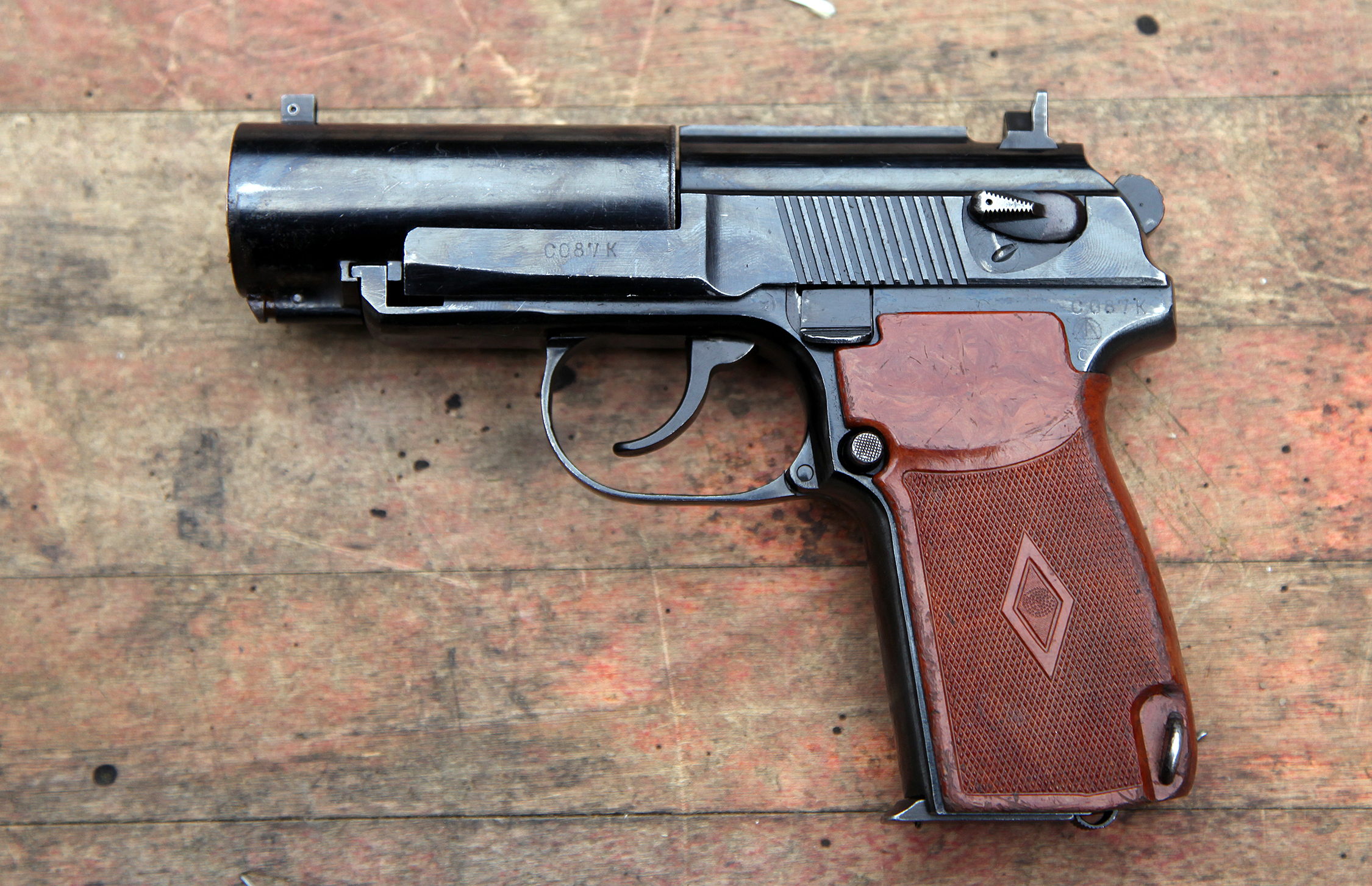
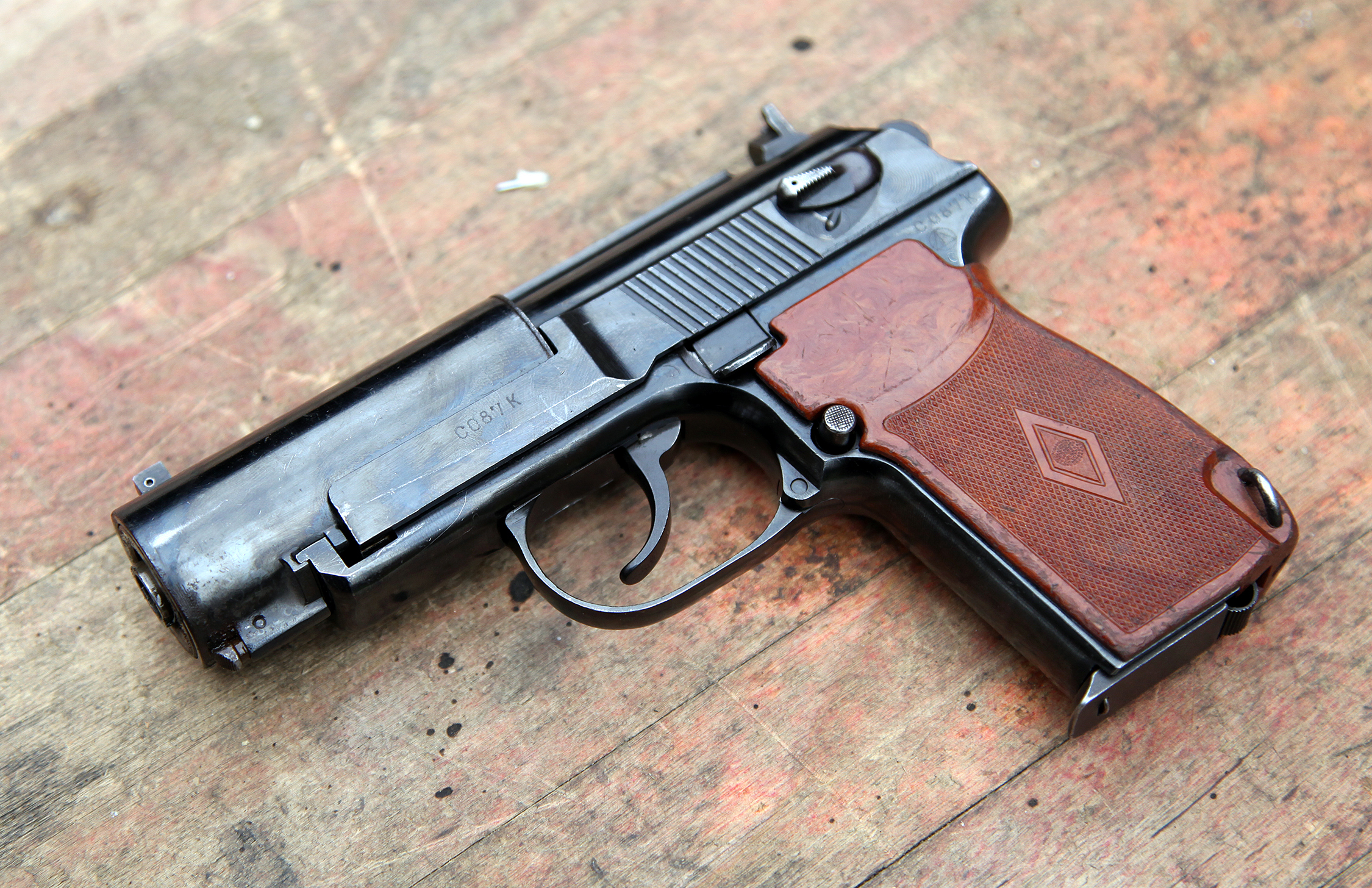
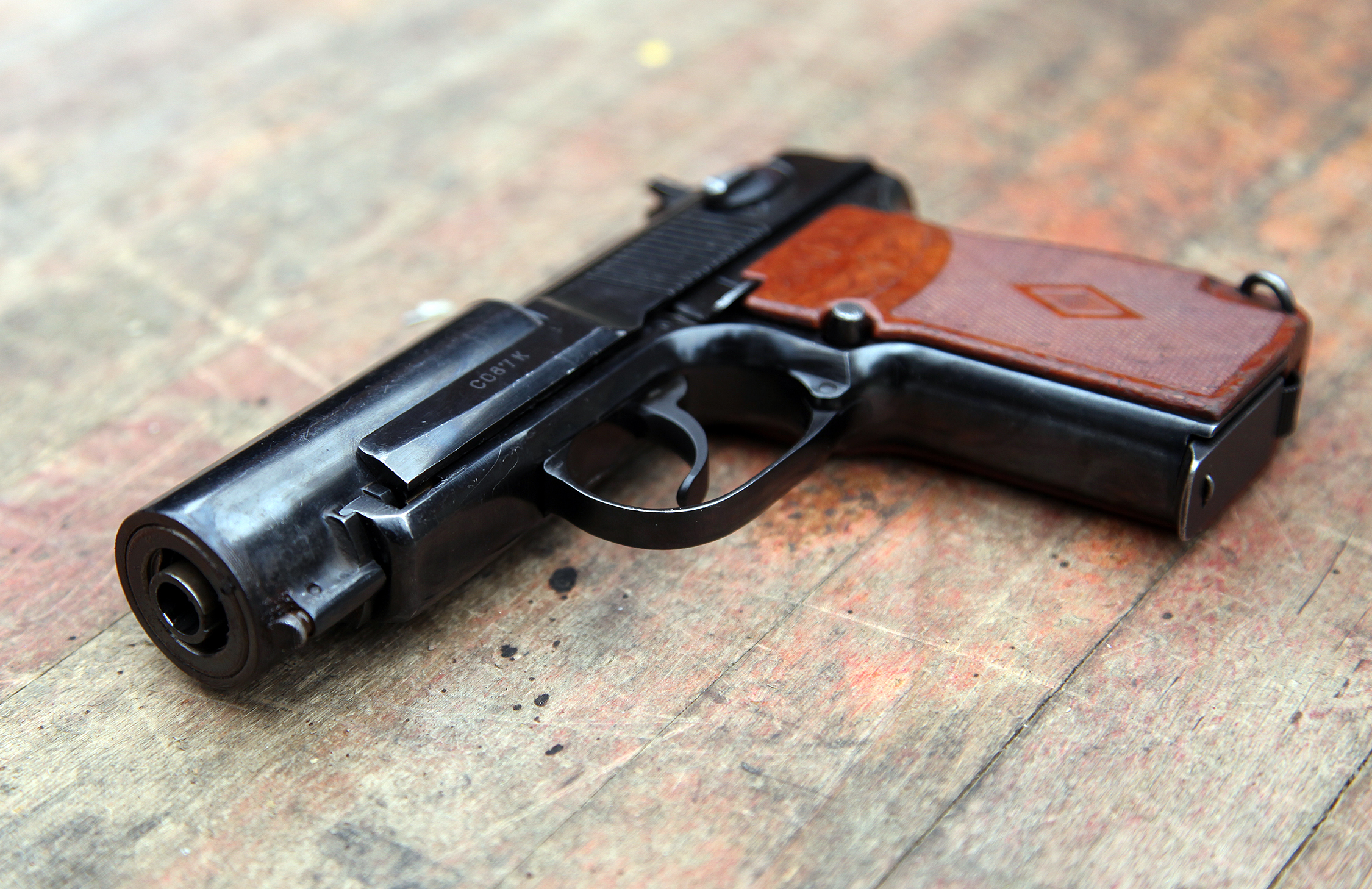
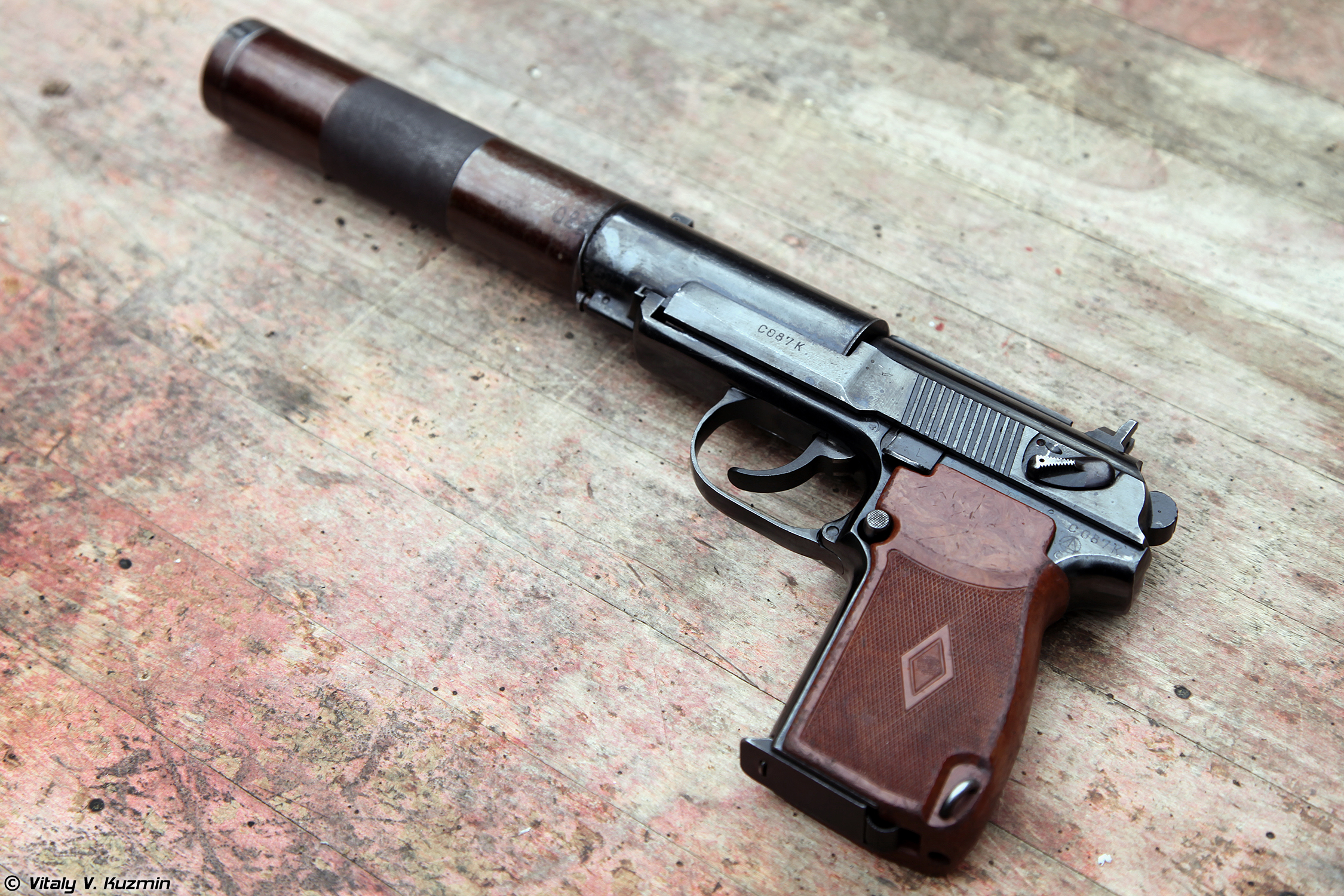
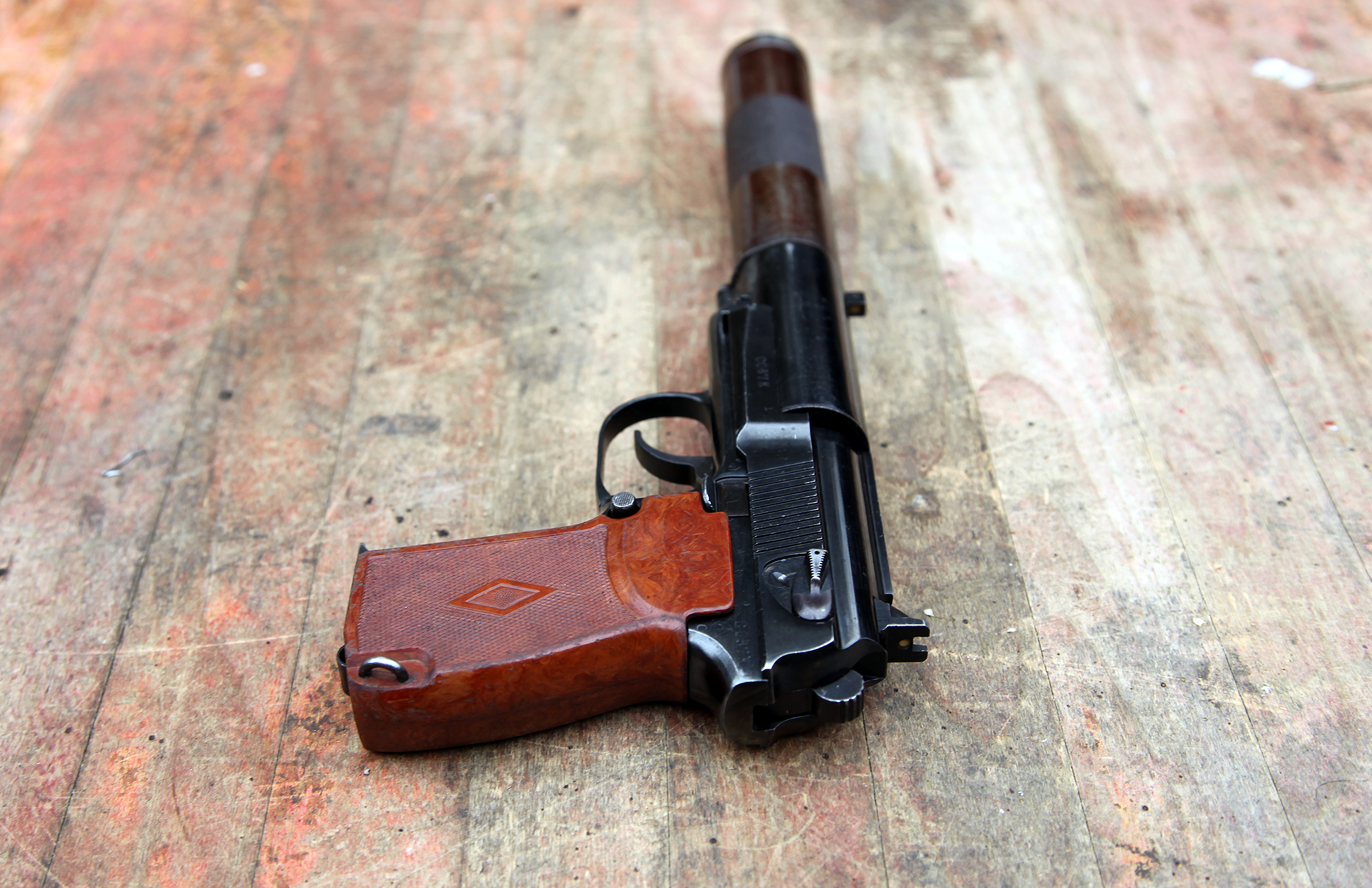
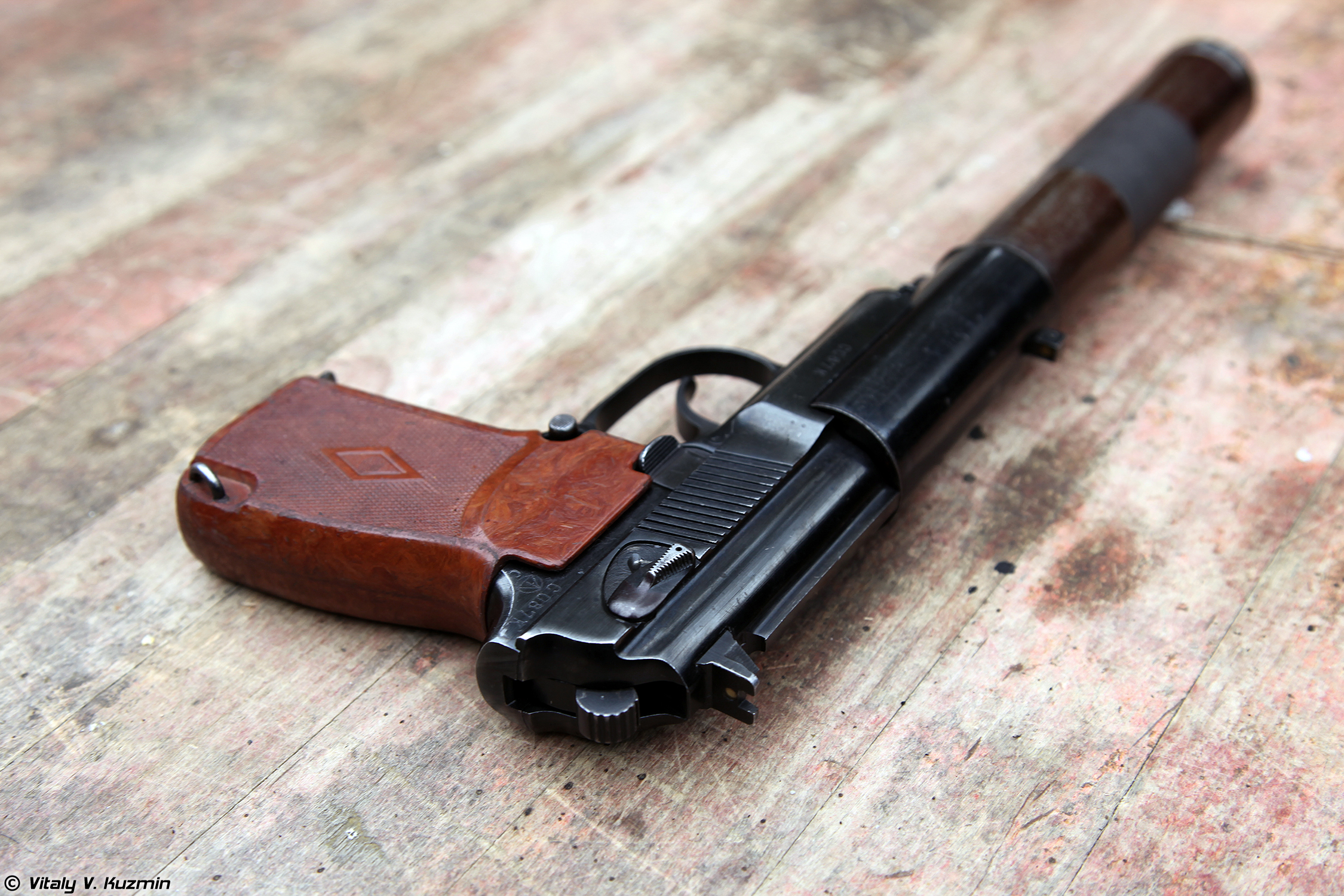
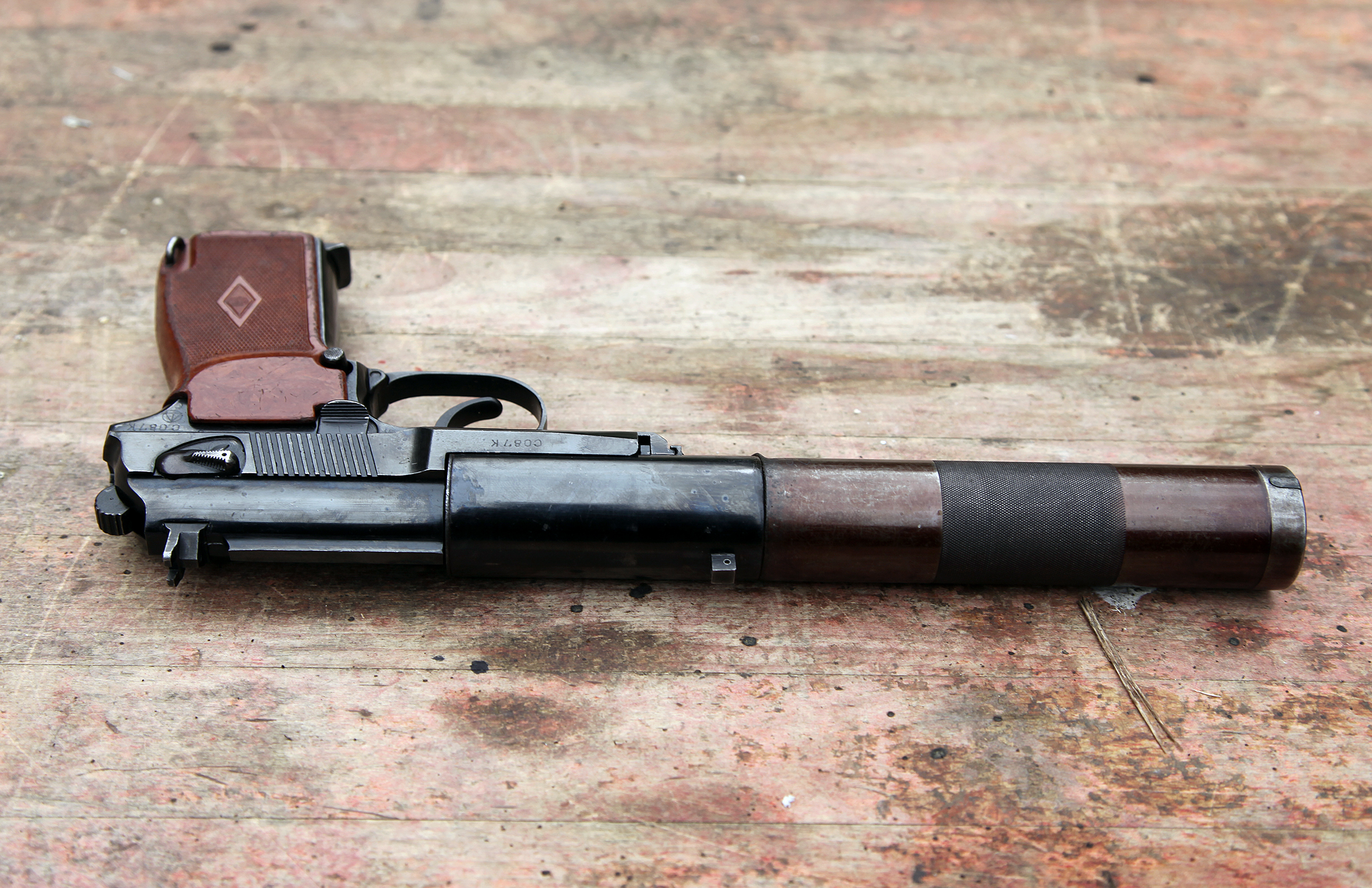
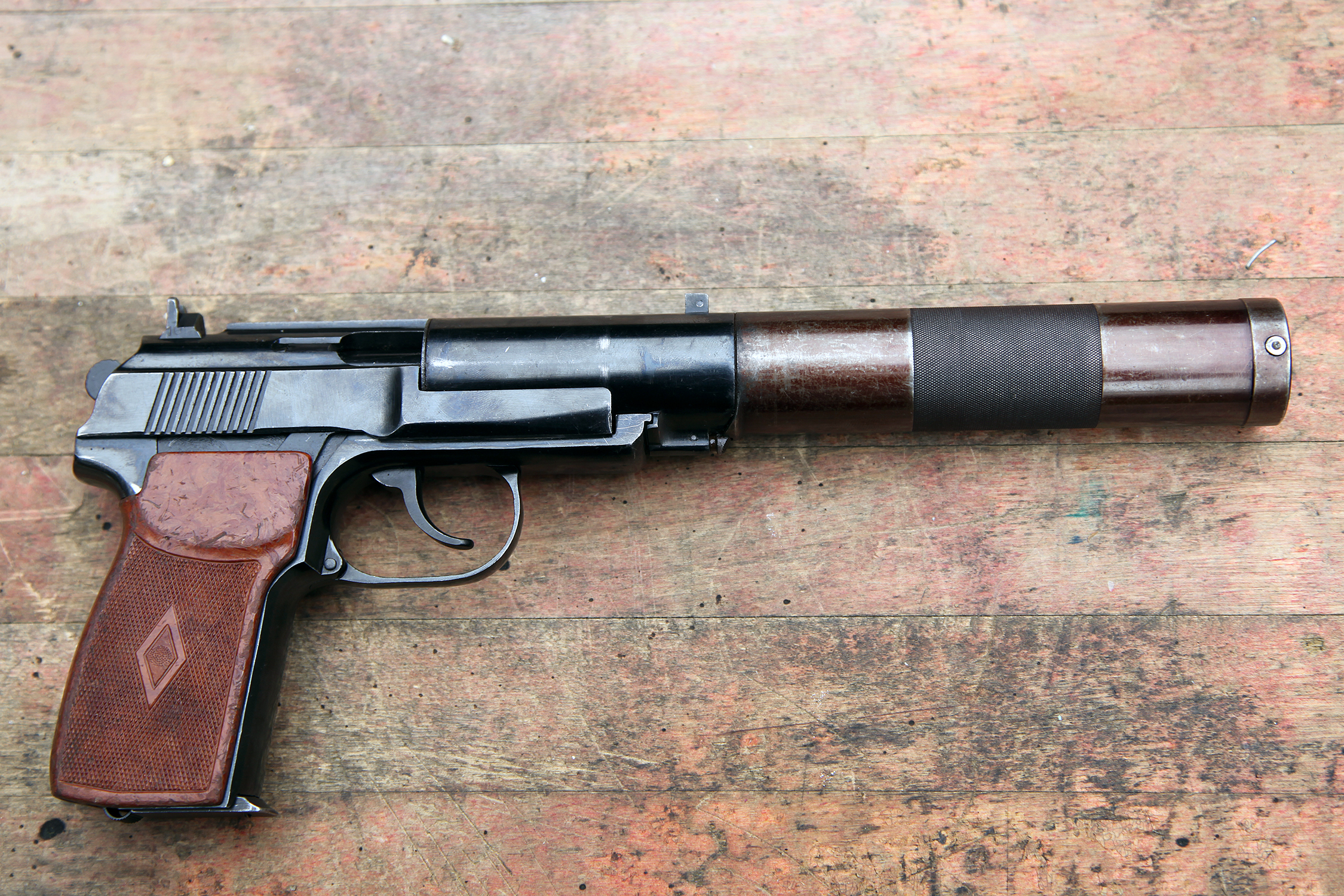
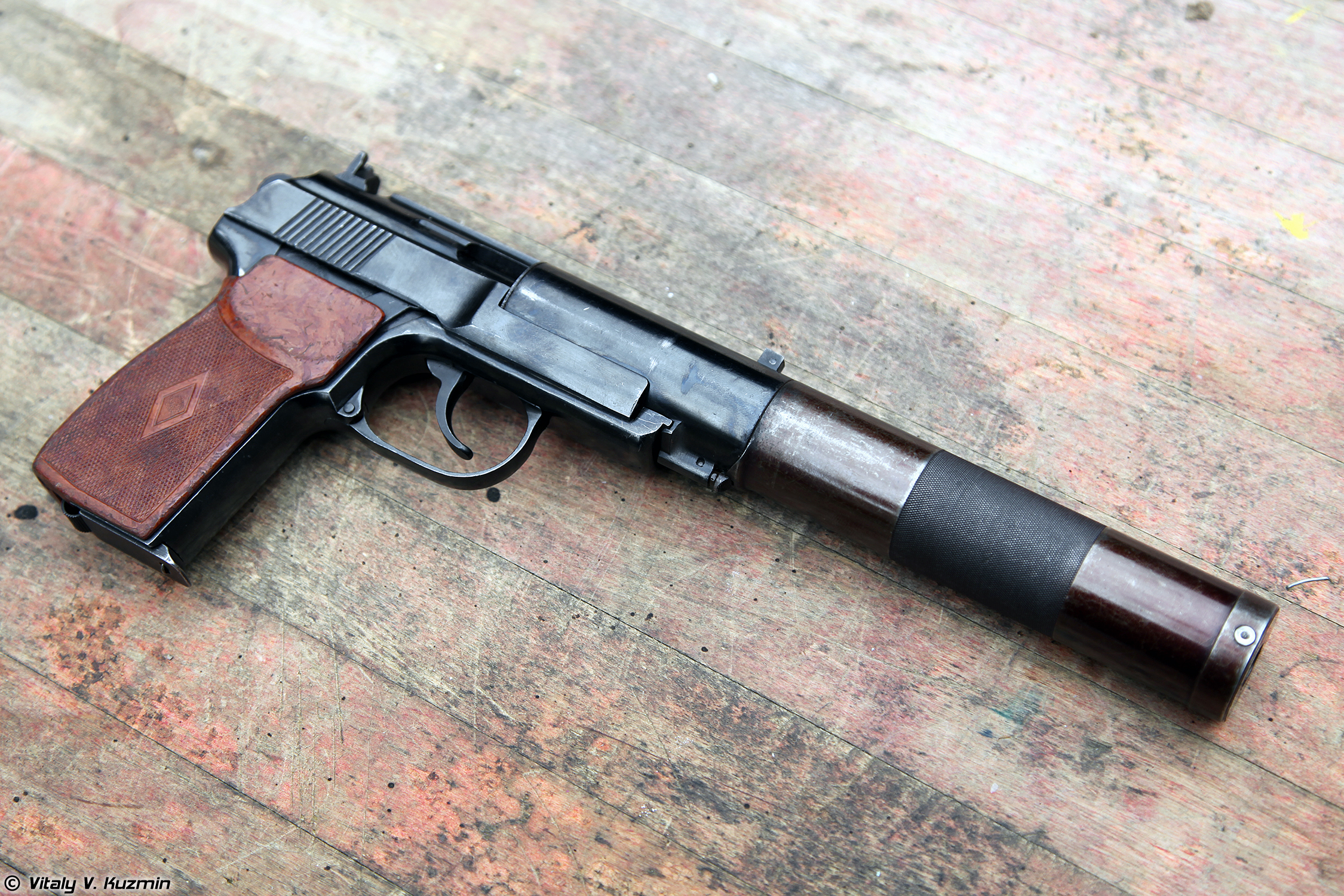